# Campionati statunitensi di sci alpino 1975
I Campionati statunitensi di sci alpino 1975 si disputarono ad Aleyska nel mese di febbraio; furono assegnati i titoli di discesa libera, slalom gigante e slalom speciale, sia maschili sia femminili.

## Risultati

### Uomini

#### Discesa libera
| Pos. | Atleta | Nazione |
| ---- | ------ | ------- |
| 1    | ?      | ?       |
| 2    | ?      | ?       |
| 3    | ?      | ?       |

#### Slalom gigante
| Pos. | Atleta     | Nazione     |
| ---- | ---------- | ----------- |
| 1    | Phil Mahre | Stati Uniti |
| 2    | ?          | ?           |
| 3    | ?          | ?           |

#### Slalom speciale
| Pos. | Atleta      | Nazione     |
| ---- | ----------- | ----------- |
| 1    | Steve Mahre | Stati Uniti |
| 2    | ?           | ?           |
| 3    | ?           | ?           |

### Donne

#### Discesa libera
| Pos. | Atleta         | Nazione     |
| ---- | -------------- | ----------- |
| 1    | Gail Blackburn | Stati Uniti |
| 2    | ?              | ?           |
| 3    | ?              | ?           |

#### Slalom gigante
| Pos. | Atleta       | Nazione     |
| ---- | ------------ | ----------- |
| 1    | Becky Dorsey | Stati Uniti |
| 2    | ?            | ?           |
| 3    | ?            | ?           |

#### Slalom speciale
| Pos. | Atleta          | Nazione     |
| ---- | --------------- | ----------- |
| 1    | Cindy Nelson    | Stati Uniti |
| 2    | ?               | ?           |
| 3    | Susie Patterson | Stati Uniti |